# Warped Tour
Warped Tour — гастролирующий фестиваль музыки и экстремального спорта. Фестиваль проводится в таких местах, как поля и автостоянки, на которых возводятся сцена и другие структуры. Производитель обуви для скейтборда Vans выступает спонсором фестиваля каждый год с 1995 года, и фестиваль часто называют Vans Warped Tour. Фестиваль в начале представлял собой витрину панк-рок музыки, но в его более поздних составах фигурируют разнообразные жанры.

## Обзор

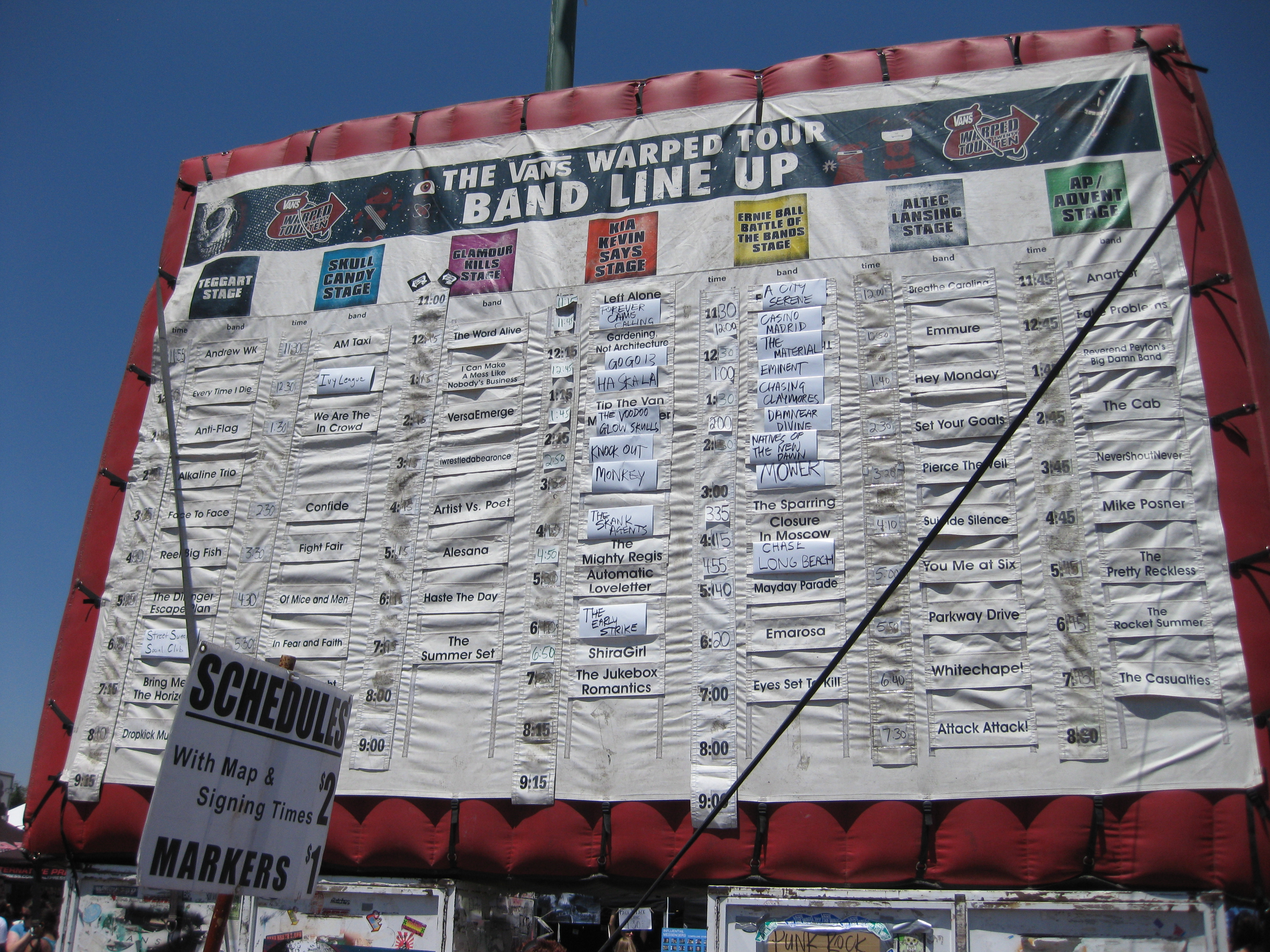
Расписание выступлений на 10 августа 2010 в Chula Vista, California, со сценами и временами для каждого действия. Расписание выступлений определяется в день проведения этих выступлений и размещается для посетителей на большой надувной «доске».

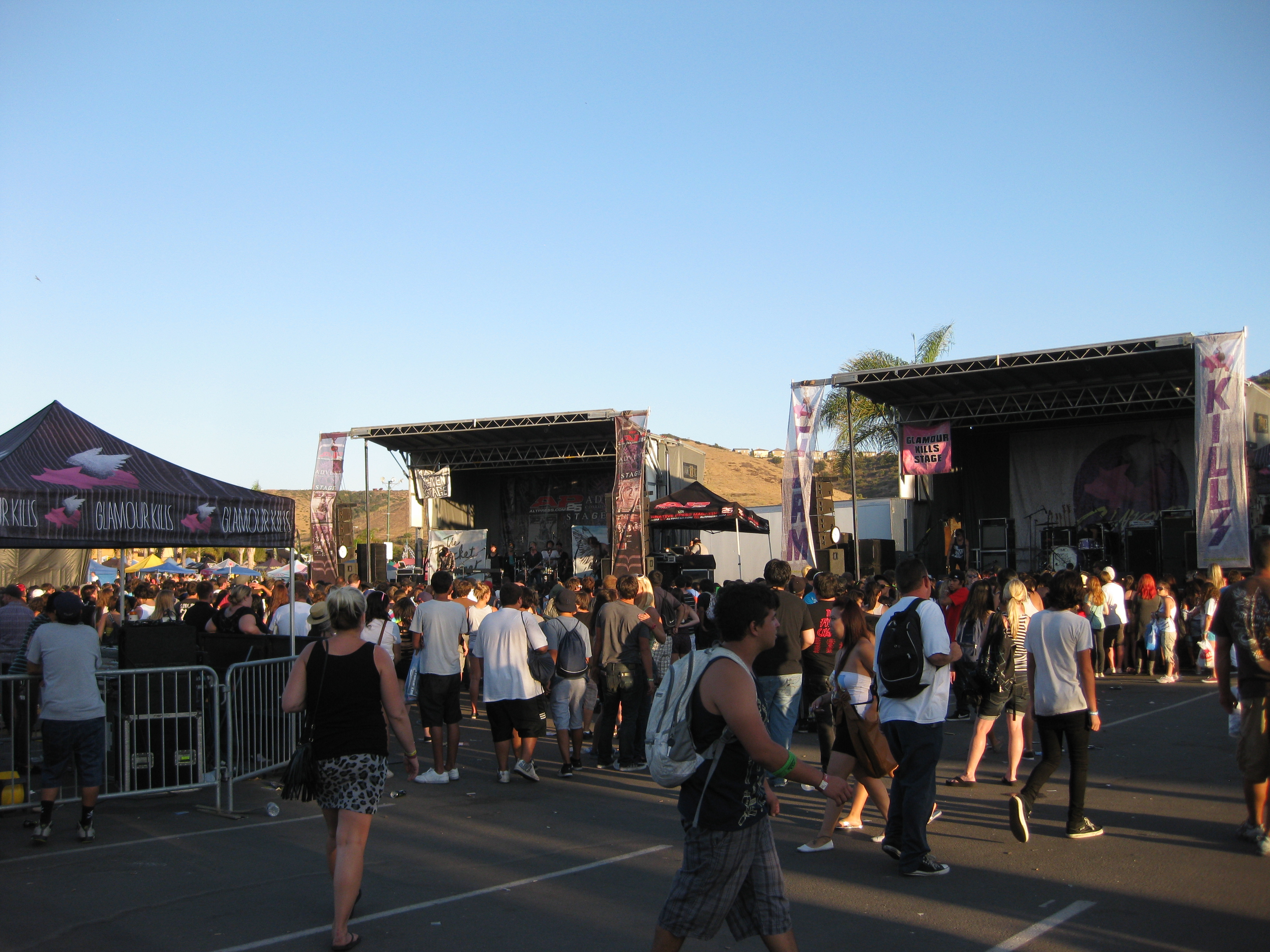
Сцены Alternative Press/Advent (слева) и Glamour Kills (справа) в 2010 году в качестве примера установки сцен бок о бок. 30-минутные выступления групп чередуются на двух сценах.

В середине 2000-х Warped Tour представляет не менее 100 групп на шоу. Группы играют по 30 минут примерно на 10 сценах, а самые главные группы обычно играют на двух основных сценах. Группы обычно начинают играть в 11:00 и заканчивают около 9:00 вечера, играя одновременно. Расписание со временами выступления и сценами групп обычно находится на большой доске в центре места проведения. Сцены устанавливаются в разных местах таким образом, чтобы музыка одних играющих групп не мешала другим.
Каждый год существует так называемая «группа барбекю», которая, в обмен на право выступить в туре, должна готовить барбекю для групп и команды в течение большинства вечеров. Среди «группы барбекю» были Dropkick Murphys и The Fabulous Rudies. Аналогично, одной группе, Animo (ранее DORK), было разрешено в течение последних четырёх лет играть в туре в обмен на работу в команде установки.
Фестиваль начался как тур скейт-панка и ска третьей волны, но потом начали показывать в основном исполнители поп-панка и металкора. Некоторые хардкор и стрит-панк группы, такие, как Casualties, The Unseen и Anti-Flag до сих пор выступают на фестивале, а также есть старые группы, которые выступают с момента его создания (Bad Religion, NOFX, и т. д.).
Каждое шоу фестиваля (в каждом месте проведения) имеет свою расстановку.
В 2013 году Кевин Лиман решил, что из-за транспортных проблем и снижения возраста членов аудитории с каждым годом их родители будут иметь возможность входить на фестиваль бесплатно. Они имеют свой собственный день заботы о взрослых.

## История
Warped Tour был создан в 1994 году Кевином Лиманом, которому пришла идея во время работы над шоу скейтбординга, такими, как Vision Skate Escape и Holiday Havoc, которые включали музыку в конкурсы скейтбординга. Искажённое название происходит от недолго существовавшего журнала Warp Magazine, издаваемого Transworld, который охватывал серфинг, скейтбординг, сноубординг и музыку.
Тур почти всегда проводится на открытых площадках, за редкими исключениями. В 1996 году, из-за проблем с местом проведения, шоу было вынужденно перенесено в ночной клуб The Capitol Ballroom в Вашингтоне.
В 1998 году прошёл международный тур, в том числе в Австралии, Японии, Европе, Канаде и США.
В 1999 году тур начался в Новой Зеландии и Австралии в Новый год. Затем он начался снова в Соединенных Штатах в летнее время перед окончанием в Европе.
Кроме музыки, на этом фестивале есть множество интересных мест, включая хафпайпы для скейтбординга и BMX. На территории имеется множество стендов, создающих атмосферу блошиного рынка, среди них тенты каждой из групп, продающие соответствующие группе товары, независимых музыкальных лейблов, издателей журналов, некоммерческих организаций а также спонсоров, желающих продавать свою продукцию аудитории. Многие из полос будут приходить к своим палаткам после выступления для того, чтобы встречаться с поклонниками и раздавать автографы.
В 2006 году тур начал «Warped Eco Initiative» (WEI). Изменения с 2006 года: использование биодизеля в качестве топлива для автобусов, с 2006 года тур снизил использование нефти на 30 %. Тур имеет солнечную сцену, которая работает исключительно на солнечной энергии, обеспечивая выступление 8-10 групп за шоу. Организация питания переключилась на использование моющихся тарелок и серебряной посуды. Выдаются бесплатные призы детям, которые добровольно помогают переработке мусора.
Начиная с 2009 года, две основные сцены были сжаты в одну и группам дали 40-минутные выступления, в отличие от традиционных 30 минут на двух сценах. Несмотря на это, было решено вернуть концепцию двух основных сцен с 35-минутными выступлениями для тура 2012 года и позже.
В 2012 году Warped Tour отправился в Лондон, впервые оставив Северную Америку с 1998 года. В Великобритании и Европе Warped Tour управляется английским промоутером Kilimanjaro Live.
В октябре 2012 года началось новое шоу, названное Покоробленный Roadies, где команда создания вместе с Кевином Лиманом продемонстрировала производственную сторону тура.
В декабре 2013 года Warped Tour вернулся в Австралию после длительного отсутствия.

## Критика и споры

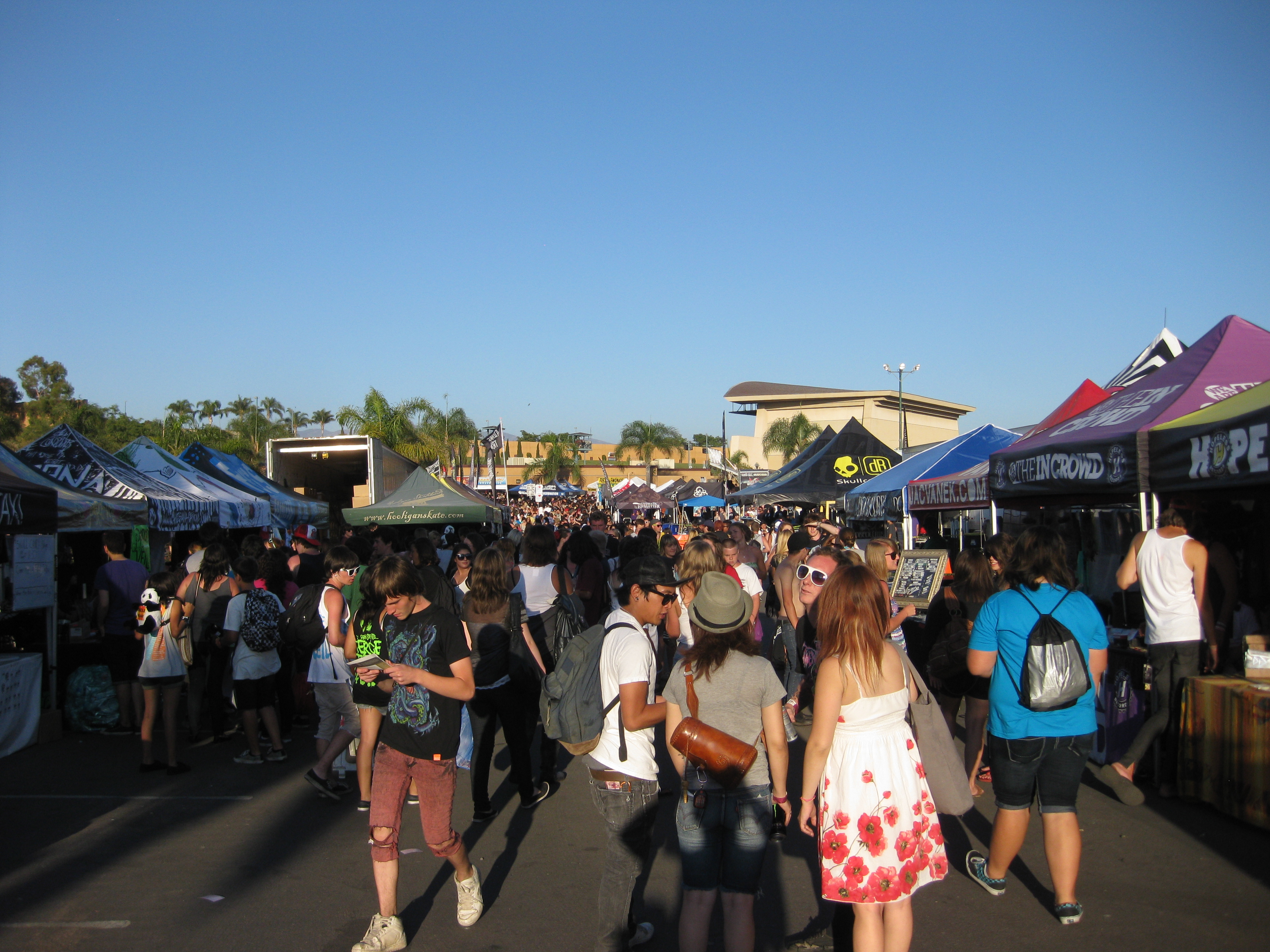
Палатки артистов, лейблов и спонсоров занимают центральную площадь места проведения тура, продавая товары и обеспечивая раздачу автографов.

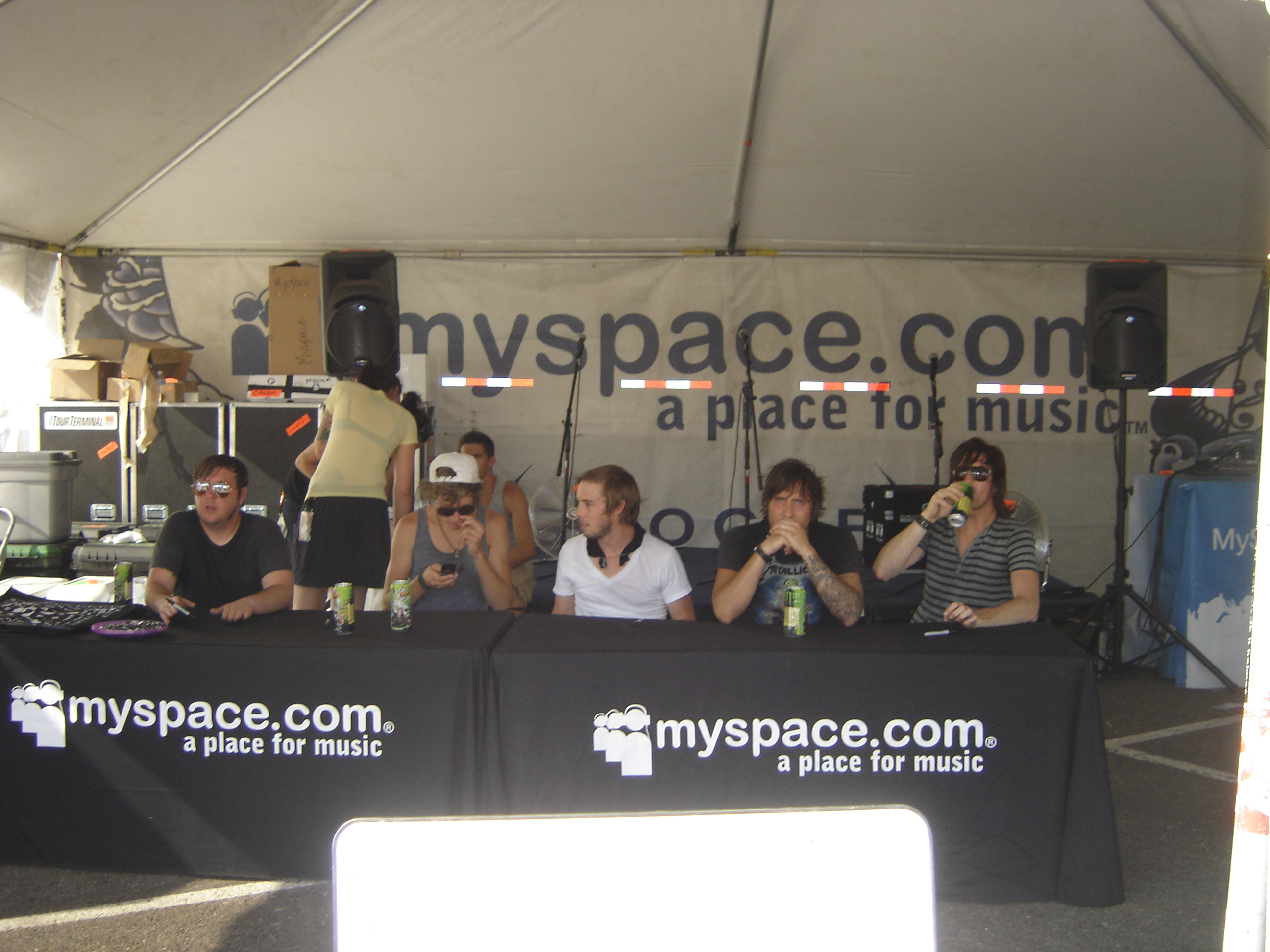
Anberlin готовятся к встрече в палатке MySpace во время тура 2007 года. Исполнители часто встречаются с поклонниками и раздают автографы в различных палатках исполнителей и спонсоров.

В 2013 году Оливер Сайкс из Bring Me the Horizon написал в твиттере, что ему больше не разрешается начинать мош или стену смерти. Кевин Лиман написал в твиттер, что зрители могут создавать мошпиты и стены смерти, но что кто-то среди аудитории должен быть инициатором и не являться членом группы, потому что тогда группа берёт на себя ответственность за любые повреждения, которые затем могут привести к дорогостоящим судебным процессам.

### Конфликты с группами

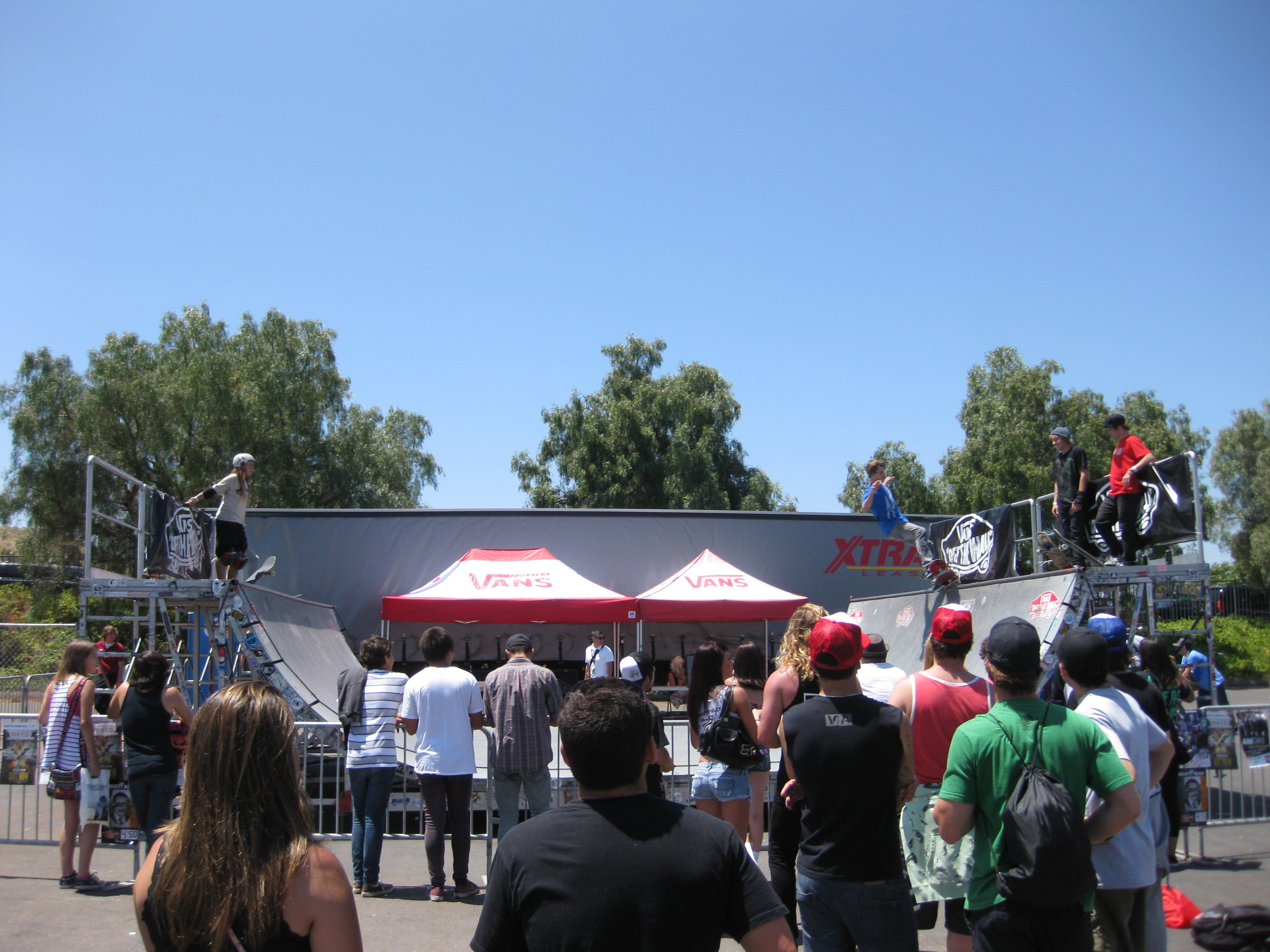
Выступление спортсменов на скейтбордах, BMX велосипедах и в других видах спорта на хафпайпах и других рампах во время тура. Посетители также часто допускаются к участию.

Несколько групп покинули тур из-за конфликтов с организаторами или другими группами:
- И D12, и Esham были выгнаны с тура 2001 года. D12 предположительно напали на Esham за упоминание дочери Эминема в песне «Chemical Imbalance». Эминем не присутствовал.[11]
- Brendan Kelly из The Lawrence Arms заявляет, что группа была пожизненно изгнана с фестиваля после того, как в туре 2004 года из-за растущего разочарования они вслух раскритиковали этику и эффекты Warped Tour со сцены во время своего выступления, а организаторы находились в пределах слышимости. Келли также заявил, что Warped Tour является «худшим, что случалось с панк-роком, или DIY музыкой вообще» и обвинил фестиваль в массовом закрытии небольших панк-клубов по всей стране.[12]
- Группа Guttermouth предположительно была снята с Warped Tour 2004 за оскорбление My Chemical Romance. Позже группа заявила, что они ушли сами из-за того, что 10 или около того неназванных групп (недовольны) способом ведения бизнеса Guttermouth, и, в некоторых случаях, угрожали им расправой.[13]
- В 2006 году фронтмен группы NOFX Фэт Майк высмеял Underoath и их религиозные убеждения и раскритиковал их убеждения в отношении однополых браков, но подчеркнул, что он подружился с участниками группы Underoath в начале тура, имел очень цивилизованные разговоры с различными членами вплоть до отъезда Underoath.[14] Заявление от группы утверждало, что члены «посчитали необходимым занять некоторое немедленное время, чтобы сосредоточиться на нашей дружбе, так как это более важно, чем рисковать им ради гастролей в это время.» Несмотря на это, обе группы были включены в список выступающих на Warped Tour 2009.[15]
- Кевин Лиман признал, что в туре 2007 года некоторые из наиболее опытных групп были раздражены новыми группами с позициями рок-звёзд, а также то, что была некоторая напряженность между панк-группами и христианскими группами.

## Официальные сборники
Официальный Warped Tour сборник выпускается ежегодно на CD SideOneDummy Records, чтобы совпасть с началом тура. До 1998 года официальные релизы выпускались Vans через Uni Distribution в 1996 году и Epitaph Records в 1997 соответственно. Сборник включает в себя песни многих исполнителей, выступающих в туре в этом году. Первые несколько сборников имели различные названия, но с 2001 года серия использует стандартный заголовок в формате «Warped Tour <год> Tour Compilation». В 2002 году сборник выпускается на 2 CD, включая 50 исполнителей, этот формат повторялся все последующие годы.
| Год  | Название                                           |
| ---- | -------------------------------------------------- |
| 1996 | Vans Warped Music Sampler 1996                     |
| 1997 | Vans Warped Tour '97 Presents Punk-O-Rama Vol. 2.1 |
| 1998 | A Compilation of Warped Music                      |
| 1999 | A Compilation of Warped Music II                   |
| 2000 | World Warped III Live                              |
| 2001 | Warped Tour 2001 Tour Compilation                  |
| 2002 | Warped Tour 2002 Tour Compilation                  |
| 2003 | Warped Tour 2003 Tour Compilation                  |
| 2004 | Warped Tour 2004 Tour Compilation                  |
| 2005 | Warped Tour 2005 Tour Compilation                  |
| 2006 | Warped Tour 2006 Tour Compilation                  |
| 2007 | Warped Tour 2007 Tour Compilation                  |
| 2008 | Warped Tour 2008 Tour Compilation                  |
| 2009 | Warped Tour 2009 Tour Compilation                  |
| 2010 | Warped Tour 2010 Tour Compilation                  |
| 2011 | Warped Tour 2011 Tour Compilation                  |
| 2012 | Warped Tour 2012 Tour Compilation                  |
| 2013 | Warped Tour 2013 Tour Compilation                  |

Кроме того, сервис цифровой музыки Rhapsody.com выпускает сборник «Warped Tour Bootleg Series», с каждой записью сосредотачиваясь на одном исполнителе, выступающем в туре. Прошлые исполнители Bootleg Series: Matchbook Romance, My Chemical Romance, Bedouin Soundclash, MxPx, The Starting Line, Millencolin, Avenged Sevenfold, Gogol Bordello, Motion City Soundtrack, The Casualties, Anti-Flag, Less Than Jake, Rise Against, Joan Jett & The Blackhearts, Helmet и The Academy Is...